# Islands (The xx)
Islands è un singolo del gruppo musicale britannico The xx, pubblicato nel 2009 ed estratto dall'album xx.

## Tracce
- Download digitale/7"

1. Islands – 2:44
2. Do You Mind? – 3:37